# Едуард Вестмінстерський
Едвард Вестмінстерський (англ. Edward of Westminster, або Едуард Ланкастерський (англ. Edward of Lancaster); 13 жовтня 1453, Вестмінстер — 4 травня 1471, поблизу Тьюксбері, Глостершир) — наслідний принц Англії та Ірландії, єдина дитина англійського короля Генріха VI і його дружини Маргарити Анжуйської, принц Уельський (з 1454), герцог Корнуольський і граф Честер (за народженням).

## Біографія
Шлюб між батьками Едварда Вестмінстерського був укладений ще 1445 році. Так як з плином часу божевілля короля Генріха VI проявлялося все більше, несподівана вагітність королеви Маргарити Анжуйської викликала численні і різноманітні чутки. Передбачалося, що батько дитини не Генріх, а якийсь невідомий коханець. Однак король визнав новонародженого своїм сином і присвоїв титул 5-го принца Уельського як своєму спадкоємцеві.
Незабаром після цього в 1455 році битвою при Сент-Олбансі почалася Війна Червоної та Білої троянд. У 1460 році Річард, третій герцог Йоркський, після перемоги над королівським військом в битві при Нортгемптоні вступив в Лондон і оголосив себе спадкоємцем престолу в обхід прав сина Генріха VI, Едварда Вестмінстерського. У відповідь Маргарита Анжуйська зібрала сили васалів будинку Ланкастерів і в битві при Уейкфілді розсіяла армію Річарда Йорка, який в цій битві загинув. Тим не менш, в 1461 році старший син Річарда, Едуард, граф Марш, зайняв трон Англії під ім'ям Едуарда IV. Маргарита Анжуйська з сином Едвардом була змушена тікати до Шотландії, звідти в Уельс і, нарешті, до Франції, щоб виграти час і зібрати нову армію.
В 1470 році впливова фігура в англійській політиці XV століть, «творець королів» Річард Невілл, 16-й граф Уорік, посварився з Едвардом IV, союзником якого він був раніше, і перейшов на бік Генріха VI. За допомогою Уоріка король Генріх знову зайняв престол Англії, а Едвард IV був змушений тікати. У грудні 1470 Едвард Вестмінстерський, принц Уельський, одружився з дочкою графа Уоріка, Анною Невілл.
Навесні 1471 Едвард IV Йорк, набравши військо, повернувся до Англії і в битві при Барнеті 14 квітня 1471 вщент розбив армію ланкастерців на чолі з графом Уоріком, який поліг на полі битви. Друга армія ланкастерців під проводом Маргарити Анжуйської і її сина Едуарда Вестмінстерського, дізнавшись про загибель Уоріка, почала відступ, але була наздогнана йоркцями і в битві при Тьюксбері 4 травня 1471 розгромлена. У цій битві загинув також і Едвард Вестмінстерський, ставши єдиним в історії Англії принцом Уельським, загиблим у битві.
Існує кілька версій того, як загинув принц. Згідно з однією, він загинув у бою зі зброєю в руках. Відповідно до іншої, Едуард був узятий в полон при відступі після битви і убитий солдатами в присутності Джорджа Плантагенета, герцога Кларенса, якого бранець безуспішно благав про порятунок. Ще один варіант каже, що полонений принц був доставлений до короля Едуарда IV. Між ними відбулася бурхлива розмова, що закінчився тим, що король кинувся на Едварда з кулаками, після чого Джордж, герцог Кларенс, молодший брат короля Річард, герцог Глостер, і Вільям Гастінгс, 1-й барон Гастінгс з Ешбі де Ла Зуш, убили Едварда Вестмінстерського.